# Kepler-54
 (juin 2025).
Désignations
Kepler-54 est une naine rouge située dans la constellation du Cygne, à environ 271,70 parsecs de la Terre.

## Caractéristiques physiques
Cette étoile est de type spectral M1 V.
Sa température effective est d'environ 3705 K.
Sa masse est estimée à 0,51 fois celle du Soleil.
Son rayon est d'environ 0,5 fois celui du Soleil.
Sa luminosité est d'environ 0,05 fois celle du Soleil.

## Observation
Ses coordonnées célestes sont : ascension droite 19h 39m 05,74s, déclinaison +43° 03′ 22,31″.

## Système planétaire
| Planète     | Masse   | Demi-grand axe (ua) | Période orbitale (jours) | Excentricité | Inclinaison | Rayon   |
| ----------- | ------- | ------------------- | ------------------------ | ------------ | ----------- | ------- |
| Kepler-54 b | 0,00 MJ | 0,06                | 8,01                     | 0,022        | 89,59°      | 0,19 RJ |
| Kepler-54 c | 0,00 MJ | 0,08                | 12,07                    | 0,000        | 89,96°      | 0,11 RJ |
| Kepler-54 d | 0,04 MJ | 0,13                | 21,00                    | 0,000        | 89,79°      | 0,14 RJ |